# كلير كارلتون
كلير كارلتون (بالإنجليزية: Claire Carleton)‏ هي ممثلة أمريكية، ولدت في 28 سبتمبر 1913 بنيويورك في الولايات المتحدة، وتوفيت في 11 ديسمبر 1979 في الولايات المتحدة.

## أعمال

### أفلام
- (1947) حياة مزدوجة
- (1950) ولدوا بالأمس
- (1950) يوم في المدينة
- (1951) موت بائع متجول
- (1955) أحبني أو اهجرني
- (1956) النوم الأسود

## وصلات خارجية
- كلير كارلتون على موقع IMDb (الإنجليزية)
- كلير كارلتون على موقع قاعدة بيانات برودواي على الإنترنت (الإنجليزية)
- كلير كارلتون على موقع قاعدة بيانات الفيلم (الإنجليزية)